# Haploniscus hydroniscoides
Haploniscus hydroniscoides is een pissebed uit de familie Haploniscidae. De wetenschappelijke naam van de soort is voor het eerst geldig gepubliceerd in 1963 door Birstein.